# Aphthona sandrae
Aphthona sandrae là một loài bọ cánh cứng trong họ Chrysomelidae. Loài này được Baselga & Novoa miêu tả khoa học năm 2002.